# Élections générales espagnoles de novembre 2019 en Castille-La Manche
Les élections générales espagnoles de novembre 2019 (en espagnol : Elecciones generales de España de noviembre de 2019) se tiennent le dimanche 10 novembre 2019 afin d'élire les 350 députés et 208 des 266 sénateurs de la XIVe législature des Cortes Generales. 21 députés sont élus en Castille-La Manche.

## Résultats
| Parti                  | Parti                                                   | Voix      | %     | +/-   | Sièges | +/-           |  |
| ---------------------- | ------------------------------------------------------- | --------- | ----- | ----- | ------ | ------------- |  |
|                        | Parti socialiste ouvrier espagnol (PSOE)                | 360 013   | 33,10 | 0,72  | 9      | en stagnation |  |
|                        | Parti populaire (PP)                                    | 292 212   | 26,87 | 4,21  | 7      | 1             |  |
|                        | Vox                                                     | 238 196   | 21,90 | 6,62  | 5      | 3             |  |
|                        | Unidas Podemos (UP)                                     | 100 284   | 9,22  | 0,95  | 0      | en stagnation |  |
|                        | Ciudadanos (Cs)                                         | 74 418    | 6,84  | 10,64 | 0      | 4             |  |
|                        | Parti animaliste contre la maltraitance animale (PACMA) | 7 930     | 0,73  | 0,20  | 0      | en stagnation |  |
|                        | Pour un monde + juste (PUM+J)                           | 1 933     | 0,18  | 0,08  | 0      | en stagnation |  |
|                        | Liste commune RC-GV-PCAS-TC                             | 1 637     | 0,15  | 0,02  | 0      | en stagnation |  |
|                        | Autres partis                                           | 2 032     | 0,19  | -     | 0      | -             |  |
|                        | Vote blanc                                              | 8 990     | 0,83  | 0,10  |        |               |  |
|                        |                                                         |           |       |       |        |               |  |
| Suffrages exprimés     | Suffrages exprimés                                      | 1 087 645 | 98,67 |       |        |               |  |
| Votes nuls             | Votes nuls                                              | 14 694    | 1,33  |       |        |               |  |
| Total                  | Total                                                   | 1 102 339 | 100   | -     | 21     | en stagnation |  |
| Abstention             | Abstention                                              | 471 006   | 29,94 |       |        |               |  |
| Inscrits/Participation | Inscrits/Participation                                  | 1 573 345 | 70,06 |       |        |               |  |

### Résultats par provinces

#### Albacete
Circonscription électorale d'Albacete
| Parti                  | Parti                                                   | Voix    | %     | +/-   | Sièges | +/-           |  |
| ---------------------- | ------------------------------------------------------- | ------- | ----- | ----- | ------ | ------------- |  |
|                        | Parti socialiste ouvrier espagnol (PSOE)                | 69 848  | 32,59 | 0,59  | 2      | en stagnation |  |
|                        | Parti populaire (PP)                                    | 58 835  | 27,45 | 5,34  | 1      | en stagnation |  |
|                        | Vox                                                     | 44 396  | 20,67 | 6,19  | 1      | 1             |  |
|                        | Unidas Podemos (UP)                                     | 20 771  | 9,69  | 0,91  | 0      | en stagnation |  |
|                        | Ciudadanos (Cs)                                         | 15 947  | 7,44  | 11,26 | 0      | 1             |  |
|                        | Parti animaliste contre la maltraitance animale (PACMA) | 1 651   | 0,77  | 0,17  | 0      | en stagnation |  |
|                        | Pour un monde + juste (PUM+J)                           | 375     | 0,17  | 0,04  | 0      | en stagnation |  |
|                        | Recortes Cero-Grupo Verde (RC-GV)                       | 222     | 0,10  | 0,04  | 0      | en stagnation |  |
|                        | Autres partis                                           | 527     | 0,25  | -     | 0      | -             |  |
|                        | Vote blanc                                              | 1 822   | 0,85  | 0,12  |        |               |  |
|                        |                                                         |         |       |       |        |               |  |
| Suffrages exprimés     | Suffrages exprimés                                      | 214 304 | 98,80 |       |        |               |  |
| Votes nuls             | Votes nuls                                              | 2 613   | 1,20  |       |        |               |  |
| Total                  | Total                                                   | 216 917 | 100   | -     | 4      | en stagnation |  |
| Abstention             | Abstention                                              | 93 079  | 30,03 |       |        |               |  |
| Inscrits/Participation | Inscrits/Participation                                  | 309 996 | 69,97 |       |        |               |  |

#### Ciudad Real
Circonscription électorale de Ciudad Real
| Parti                  | Parti                                                   | Voix    | %     | +/-           | Sièges | +/-           |  |
| ---------------------- | ------------------------------------------------------- | ------- | ----- | ------------- | ------ | ------------- |  |
|                        | Parti socialiste ouvrier espagnol (PSOE)                | 92 046  | 34,27 | en stagnation | 2      | en stagnation |  |
|                        | Parti populaire (PP)                                    | 74 835  | 27,86 | 4,19          | 2      | 1             |  |
|                        | Vox                                                     | 56 050  | 20,87 | 7,15          | 1      | en stagnation |  |
|                        | Unidas Podemos (UP)                                     | 22 250  | 8,28  | 0,89          | 0      | en stagnation |  |
|                        | Ciudadanos (Cs)                                         | 18 337  | 6,83  | 10,43         | 0      | 1             |  |
|                        | Parti animaliste contre la maltraitance animale (PACMA) | 1 788   | 0,67  | 0,13          | 0      | en stagnation |  |
|                        | Pour un monde + juste (PUM+J)                           | 484     | 0,18  | Nv.           | 0      | en stagnation |  |
|                        | Recortes Cero-Grupo Verde (RC-GV)                       | 447     | 0,17  | 0,01          | 0      | en stagnation |  |
|                        | Vote blanc                                              | 2 357   | 0,88  | 0,04          |        |               |  |
|                        |                                                         |         |       |               |        |               |  |
| Suffrages exprimés     | Suffrages exprimés                                      | 268 594 | 98,58 |               |        |               |  |
| Votes nuls             | Votes nuls                                              | 3 876   | 1,42  |               |        |               |  |
| Total                  | Total                                                   | 272 470 | 100   | -             | 5      | en stagnation |  |
| Abstention             | Abstention                                              | 123 315 | 31,16 |               |        |               |  |
| Inscrits/Participation | Inscrits/Participation                                  | 272 470 | 68,84 |               |        |               |  |

#### Cuenca
Circonscription électorale de Cuenca
| Parti                  | Parti                                                   | Voix    | %     | +/-           | Sièges | +/-           |  |
| ---------------------- | ------------------------------------------------------- | ------- | ----- | ------------- | ------ | ------------- |  |
|                        | Parti socialiste ouvrier espagnol (PSOE)                | 40 670  | 37,27 | 1,59          | 2      | en stagnation |  |
|                        | Parti populaire (PP)                                    | 33 721  | 30,90 | 4,13          | 1      | en stagnation |  |
|                        | Vox                                                     | 20 108  | 18,43 | 4,41          | 0      | en stagnation |  |
|                        | Unidas Podemos (UP)                                     | 7 529   | 6,90  | 1,03          | 0      | en stagnation |  |
|                        | Ciudadanos (Cs)                                         | 5 094   | 4,67  | 9,11          | 0      | en stagnation |  |
|                        | Parti animaliste contre la maltraitance animale (PACMA) | 545     | 0,50  | 0,15          | 0      | en stagnation |  |
|                        | Pour un monde + juste (PUM+J)                           | 129     | 0,12  | 0,03          | 0      | en stagnation |  |
|                        | Recortes Cero-Grupo Verde (RC-GV)                       | 125     | 0,11  | en stagnation | 0      | en stagnation |  |
|                        | Autres partis                                           | 196     | 0,18  | -             | 0      | -             |  |
|                        | Vote blanc                                              | 1 002   | 0,92  | 0,07          |        |               |  |
|                        |                                                         |         |       |               |        |               |  |
| Suffrages exprimés     | Suffrages exprimés                                      | 109 119 | 98,72 |               |        |               |  |
| Votes nuls             | Votes nuls                                              | 1 418   | 1,28  |               |        |               |  |
| Total                  | Total                                                   | 110 537 | 100   | -             | 3      | en stagnation |  |
| Abstention             | Abstention                                              | 43 904  | 28,43 |               |        |               |  |
| Inscrits/Participation | Inscrits/Participation                                  | 154 441 | 71,57 |               |        |               |  |

#### Guadalajara
Circonscription électorale de Guadalajara
| Parti                  | Parti                                                   | Voix    | %     | +/-   | Sièges | +/-           |  |
| ---------------------- | ------------------------------------------------------- | ------- | ----- | ----- | ------ | ------------- |  |
|                        | Parti socialiste ouvrier espagnol (PSOE)                | 41 167  | 31,54 | 1,74  | 1      | en stagnation |  |
|                        | Vox                                                     | 31 683  | 23,97 | 7,50  | 1      | 1             |  |
|                        | Parti populaire (PP)                                    | 30 443  | 23,04 | 2,99  | 1      | en stagnation |  |
|                        | Unidas Podemos (UP)                                     | 14 897  | 11,27 | 1,01  | 0      | en stagnation |  |
|                        | Ciudadanos (Cs)                                         | 10 169  | 7,69  | 11,10 | 0      | 1             |  |
|                        | Parti animaliste contre la maltraitance animale (PACMA) | 1 266   | 0,96  | 0,31  | 0      | en stagnation |  |
|                        | Recortes Cero-Grupo Verde (RC-GV)                       | 287     | 0,22  | 0,01  | 0      | en stagnation |  |
|                        | Pour un monde + juste (PUM+J)                           | 284     | 0,21  | 0,03  | 0      | en stagnation |  |
|                        | Parti social-démocrate des retraités européens (PDSJE)  | 234     | 0,18  | Nv.   | 0      | en stagnation |  |
|                        | Parti communiste ouvrier espagnol (PCOE)                | 195     | 0,15  | 0,08  | 0      | en stagnation |  |
|                        | Phalange espagnole (FE-JONS)                            | 188     | 0,14  | Nv.   | 0      | en stagnation |  |
|                        | Autres partis                                           | 193     | 0,15  | -     | 0      | -             |  |
|                        | Vote blanc                                              | 1 148   | 0,87  | 0,17  |        |               |  |
|                        |                                                         |         |       |       |        |               |  |
| Suffrages exprimés     | Suffrages exprimés                                      | 132 154 | 98,77 |       |        |               |  |
| Votes nuls             | Votes nuls                                              | 1 642   | 1,23  |       |        |               |  |
| Total                  | Total                                                   | 133 796 | 100   | -     | 3      | en stagnation |  |
| Abstention             | Abstention                                              | 53 575  | 28,59 |       |        |               |  |
| Inscrits/Participation | Inscrits/Participation                                  | 187 371 | 71,41 |       |        |               |  |

#### Tolède
Circonscription électorale de Tolède
| Parti                  | Parti                                                   | Voix    | %     | +/-   | Sièges | +/-           |  |
| ---------------------- | ------------------------------------------------------- | ------- | ----- | ----- | ------ | ------------- |  |
|                        | Parti socialiste ouvrier espagnol (PSOE)                | 116 282 | 31,99 | 0,86  | 2      | en stagnation |  |
|                        | Parti populaire (PP)                                    | 94 378  | 25,97 | 4,02  | 2      | en stagnation |  |
|                        | Vox                                                     | 86 049  | 23,67 | 6,81  | 2      | 1             |  |
|                        | Unidas Podemos (UP)                                     | 34 837  | 9,58  | 0,99  | 0      | en stagnation |  |
|                        | Ciudadanos (Cs)                                         | 24 871  | 6,84  | 10,72 | 0      | 1             |  |
|                        | Parti animaliste contre la maltraitance animale (PACMA) | 2 680   | 0,74  | 0,25  | 0      | en stagnation |  |
|                        | Pour un monde + juste (PUM+J)                           | 661     | 0,18  | 0,04  | 0      | en stagnation |  |
|                        | Recortes Cero-Grupo Verde (RC-GV)                       | 556     | 0,15  | 0,03  | 0      | en stagnation |  |
|                        | Autres partis                                           | 499     | 0,14  | -     | 0      | -             |  |
|                        | Vote blanc                                              | 2 661   | 0,73  | 0,10  |        |               |  |
|                        |                                                         |         |       |       |        |               |  |
| Suffrages exprimés     | Suffrages exprimés                                      | 363 474 | 98,60 |       |        |               |  |
| Votes nuls             | Votes nuls                                              | 5 145   | 1,40  |       |        |               |  |
| Total                  | Total                                                   | 368 619 | 100   | -     | 6      | en stagnation |  |
| Abstention             | Abstention                                              | 157 133 | 29,89 |       |        |               |  |
| Inscrits/Participation | Inscrits/Participation                                  | 525 752 | 70,11 |       |        |               |  |